# Cooper T55
La Cooper T55 è una monoposto di Formula 1 realizzata dalla scuderia britannica Cooper per partecipare al campionato mondiale di Formula 1 1961.